# Lamprima aenea
Lamprima aenea là một loài bọ cánh cứng trong họ Lucanidae. Loài này được F. mô tả khoa học năm 1792.